# Didenheim
Didenheim (Didena en alsacien) est une ancienne commune française, devenue une commune déléguée de la commune nouvelle de Brunstatt-Didenheim le 1er janvier 2016, située dans la collectivité européenne d'Alsace en région Grand Est.
Ses habitants sont appelés les Didemer ou également les Didenheimois.

## Géographie
Le territoire de la commune déléguée s'étend sur 4,44 km2 dans le sud de la banlieue de Mulhouse.

### Communes limitrophes
| Morschwiller-le-Bas | Mulhouse   | Mulhouse, quartier de Dornach |
| Hochstatt           | Didenheim  | Brunstatt                     |
| Hochstatt           | Zillisheim | Brunstatt                     |

### Cours d'eau
- L'Ill.

## Histoire
Vraisemblablement occupé depuis le Néolithique, le village est cité dès 796 dans une donation à l'abbaye de Murbach qui garde des biens à Didenheim durant des siècles. Au XVIIe siècle, le village passe aux mains de Martin Besenval qui l'achète en 1655 ; les Besenval font déplacer la foire de Saint-Gall, qui se tenait sur le Gallenberg, à Brunstatt, devenu le siège de leur baronnie. Les guerres n'ont pas épargné le village tout au long de son histoire. Sur le Gallenberg était érigée une église destinée aux trois villages environnants. Elle n'existe plus aujourd'hui et a été remplacée par une chapelle devenue but de promenade. Le village est bordé par la rivière Ill.
Au sud de Didenheim se trouvait le village disparu de Durrengebwiller. La chapelle Saint-Gall marque l'emplacement d'une ancienne église commune aux villages de Didenheim, Durrengebwiller et Hochstatt.

### Héraldique
| Blason de Didenheim | Les armes de Didenheim se blasonnent ainsi : « D'azur à la sirène d'argent, tenant dans sa main dextre un sceptre fleurdelysé d'or et dans sa senestre un crampon d'argent. » |

## Politique et administration
| Période                                  | Période       | Identité          | Étiquette | Qualité  |
| ---------------------------------------- | ------------- | ----------------- | --------- | -------- |
| Les données manquantes sont à compléter. |               |                   |           |          |
| 1870                                     | 1876          | Étienne Schmitt   |           |          |
| 1876                                     | 1883          | Joseph Schmitt    |           |          |
| 1883                                     | 1883          | Jean Schmitt      |           |          |
| 1896                                     | 1908          | Joseph Binder     |           |          |
| 1908                                     | 1912          | Théophile Schmitt |           |          |
| 1912                                     | 1919          | Émile Schmitt     |           |          |
| 1919                                     | 1934          | Auguste Geiger    |           |          |
| 1934                                     |               | Thiébaut Burner   |           |          |
| Les données manquantes sont à compléter. |               |                   |           |          |
| 1945                                     | mars 1965     | Henri Schlienger  |           |          |
| mars 1965                                | mars 1977     | René Lidy         |           |          |
| mars 1977                                | mars 2001     | Jean Hurler       |           |          |
| mars 2001                                | décembre 2015 | Jean-Denis Bauer  |           | Retraité |

| Période      | Période   | Identité         | Étiquette | Qualité                                                                                        |
| ------------ | --------- | ---------------- | --------- | ---------------------------------------------------------------------------------------------- |
| janvier 2016 | juin 2018 | Jean-Denis Bauer |           | Retraité                                                                                       |
| juin 2018    | En cours  | Nicole Béha      | DVD       | Professeure des écoles Adjointe au maire de Brunstatt-Didenheim Conseillère d'Alsace (2021 → ) |

## Démographie
L'évolution du nombre d'habitants est connue à travers les recensements de la population effectués dans la commune depuis 1793. À partir du 1er janvier 2009, les populations légales des communes sont publiées annuellement dans le cadre d'un recensement qui repose désormais sur une collecte d'information annuelle, concernant successivement tous les territoires communaux au cours d'une période de cinq ans. 
Pour les communes de moins de 10 000 habitants, une enquête de recensement portant sur toute la population est réalisée tous les cinq ans, les populations légales des années intermédiaires étant quant à elles estimées par interpolation ou extrapolation. Pour la commune, le premier recensement exhaustif entrant dans le cadre du nouveau dispositif a été réalisé en 2005,.
En 2015, la commune comptait 1 691 habitants, en évolution de −2,7 % par rapport à 2010 (Haut-Rhin : +1,54 %, France hors Mayotte : +2,49 %).
| 1793 | 1800 | 1806 | 1821 | 1831 | 1836  | 1841  | 1846  | 1851  |
| ---- | ---- | ---- | ---- | ---- | ----- | ----- | ----- | ----- |
| 552  | 526  | 725  | 706  | 980  | 1 006 | 1 021 | 1 064 | 1 033 |

| 1856  | 1861  | 1866  | 1871  | 1875  | 1880  | 1885  | 1890  | 1895  |
| ----- | ----- | ----- | ----- | ----- | ----- | ----- | ----- | ----- |
| 1 091 | 1 202 | 1 244 | 1 171 | 1 147 | 1 078 | 1 106 | 1 095 | 1 094 |

| 1900  | 1905  | 1910  | 1921  | 1926  | 1931  | 1936  | 1946 | 1954 |
| ----- | ----- | ----- | ----- | ----- | ----- | ----- | ---- | ---- |
| 1 112 | 1 113 | 1 113 | 1 012 | 1 015 | 1 101 | 1 025 | 933  | 945  |

| 1962  | 1968  | 1975  | 1982  | 1990  | 1999  | 2005  | 2010  | 2013  |
| ----- | ----- | ----- | ----- | ----- | ----- | ----- | ----- | ----- |
| 1 492 | 1 897 | 1 920 | 1 902 | 1 771 | 1 758 | 1 675 | 1 738 | 1 723 |

| 2015  | - | - | - | - | - | - | - | - |
| ----- | - | - | - | - | - | - | - | - |
| 1 691 | - | - | - | - | - | - | - | - |

## Lieux et monuments
- Église Saint-Gall.

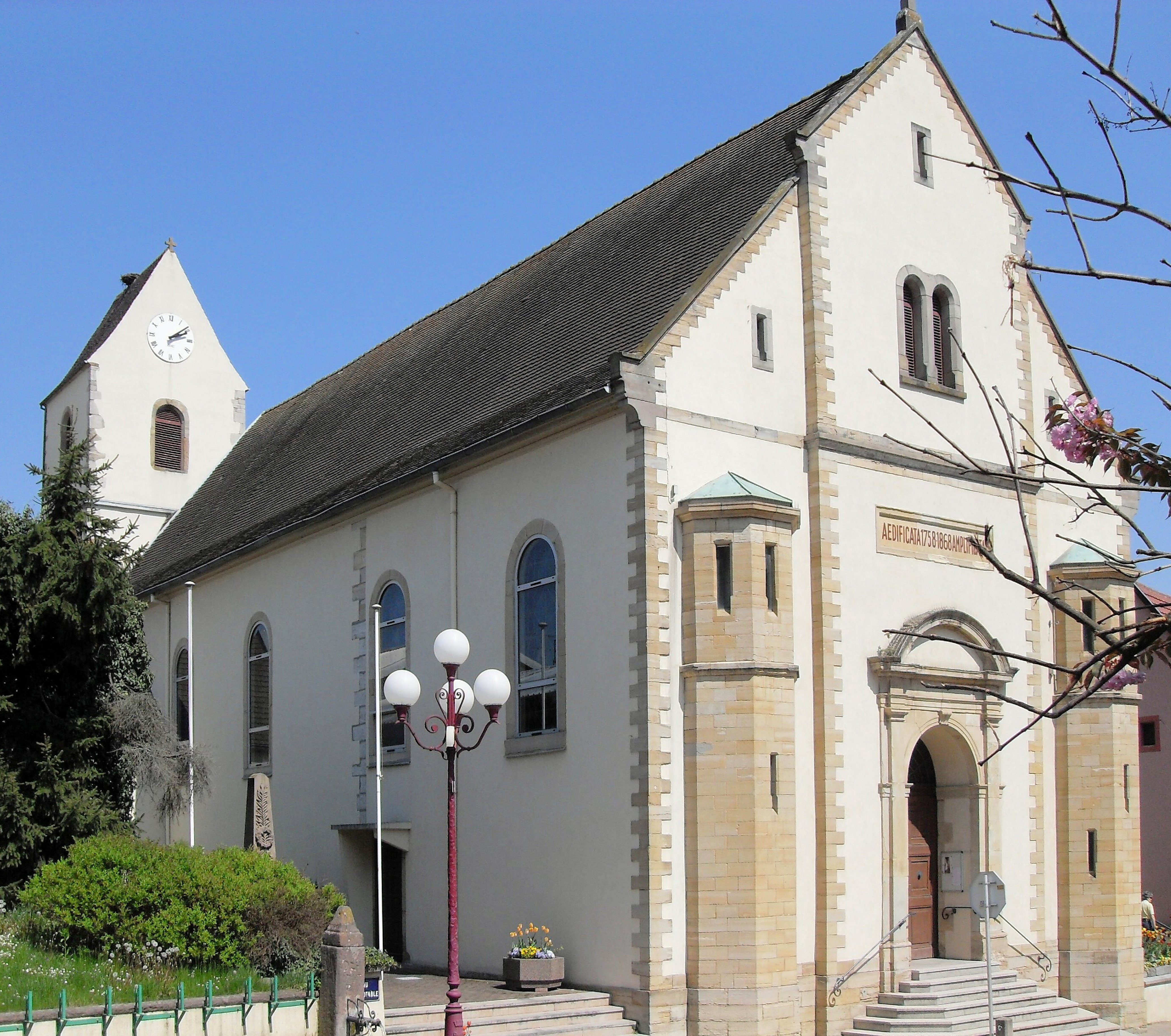
L'église Saint-Gall.

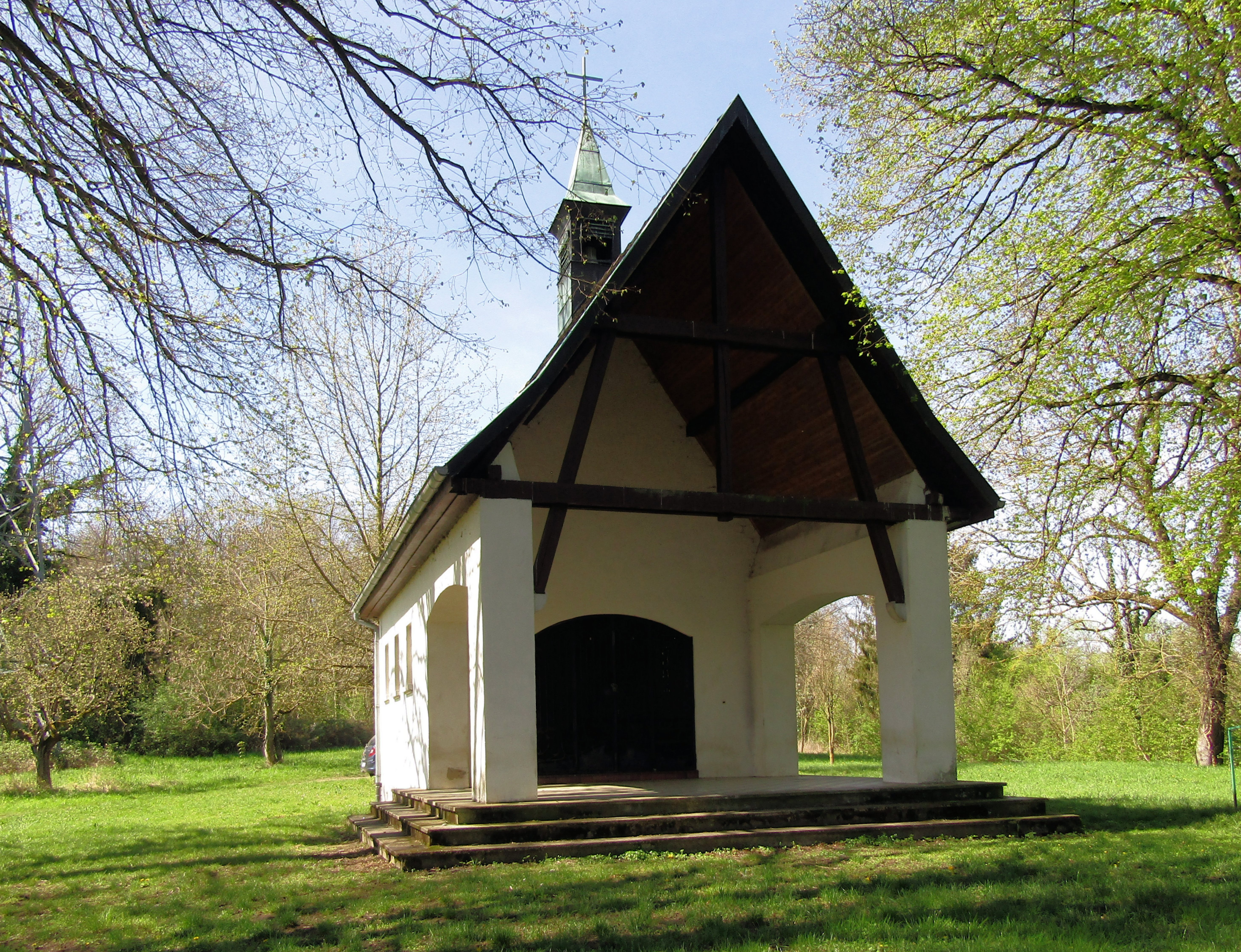
La chapelle Saint-Gall.

- Chapelle Saint-Gall reconstruite en 1963[8].

## Personnalités liées à la commune
- Jacques Higelin : le village est le berceau de sa famille ;
- Marie-Augustin Zwiller, artiste peintre né à Didenheim en 1850. L’une de ses toiles est exposée dans l’église paroissiale ;
- Roxana Maracineanu : le village de résidence de ses parents.